# Oceanía (métro de Mexico)
Oceanía est une station de correspondance entre les lignes 5 et B du métro de Mexico. Elle est située à l'est de Mexico, dans la limite de la délégation Venustiano Carranza et Gustavo A. Madero.

## La station
La station tient son nom de l’avenida Oceania où elle se situe. Son logo est un kangourou, symbole de l'Australie et par extension de l'Océanie.
La correspondance entre les deux lignes se fait par une rampe extérieure, la seule de son genre dans le réseau à l'exception de la station Consulado, également dans la ligne 5.